# Mariana Serbezova
Mariana Serbezova, född den 15 november 1959, är en bulgarisk roddare.
Hon tog OS-brons i scullerfyra i samband med de olympiska roddtävlingarna 1980 i Moskva.